# Provincia del Tungurahua
La provincia del Tungurahua è la più piccola delle ventiquattro province dell'Ecuador, il capoluogo è la città di Ambato. La provincia è situata sugli altopiani andini del paese e prende il nome dal vulcano omonimo. Oltre al Tungurahua nel territorio provinciale si trova un altro vulcano, il Carihuairazo.
Il suo territorio è attraversato dallo spartiacque tra le Ande e il bacino dell'Amazzonia

## Geografia fisica
La provincia è situata nella parte centrale del paese, confina a nordovest con la provincia del Cotopaxi, a nordest con quella del Napo, ad est con la Provincia del Pastaza, a sudovest con la provincia di Morona Santiago, a sud con quella del Chimborazo e ad ovest con la provincia di Bolívar.

## Infrastrutture e trasporti
La provincia è attraversata dalla panamericana.

## Cantoni
La provincia è suddivisa in nove cantoni:
| # | Cantone  | Capoluogo           |
| - | -------- | ------------------- |
| 1 | Ambato   | Ambato              |
| 2 | Baños    | Baños de Agua Santa |
| 3 | Cevallos | Cevallos            |
| 4 | Mocha    | Mocha               |
| 5 | Patate   | Patate              |
| 6 | Pelileo  | Pelileo             |
| 7 | Píllaro  | Píllaro             |
| 8 | Quero    | Santiago de Quero   |
| 9 | Tisaleo  | Tisaleo             |